# Skimarathon Cup
Der Skimarathon Cup (offiziell xc-ski.de Skimarathon Cup oder auch Deutsche Skimarathon Meisterschaft genannt) ist eine deutsche Skimarathonserie für Hobby- und Profisportler.

## Geschichte
Der xc-ski.de Skimarathon Cup wurde nach dem die DSV Skilanglaufserie Ende der Saison 2012/13 eingestellt worden war gegründet um den deutschen und internationalen Skilangläufern weiterhin eine attraktive Rennserie in Deutschland zu bieten. Zu dieser Rennserie gehören die drei größten Skimarathonveranstaltungen der König-Ludwig-Lauf, Kammlauf und Skadi Loppet. Die Rennserie sollte in der Saison 2013/14 an den Start gehen, weil zwei von drei Rennen wegen Schneemangel abgesagt wurden, so wurde die Premierensaison auf die Saison 2014/15 verschoben. Der 43. Internationale Kammlauf sollte am 24./25. Januar 2015 ausgetragen werden, wurde wegen Schneemangels auf den 7./8. März verschoben. In der Saison 2017 ist der 45. Internationale Kammlauf am 11. und 12. März 2017 aufgrund von Schneemangel ausgefallen.

## Sieger
Wer am Ende der Saison als bester Deutscher in der Gesamtwertung steht ist Deutscher Skimarathon Meister, es können auch ausländische Sportler Gesamtsieger werden und die Klassensieger sind dann wiederum nur Klassensieger des xc-ski.de Skimarathon Cups. Die ersten 300 Sportler und die Teams erhalten Punkte für die Gesamtwertung.

## Gesamtsieger
| Jahr | Sieger Herren | Nation      | Sieger Damen         | Nation      | Sieger Team                                    |
| ---- | ------------- | ----------- | -------------------- | ----------- | ---------------------------------------------- |
| 2015 | Markus Knoll  | Deutschland | Katharina Baumgärtel | Deutschland | Salomon-Leki-Racingteam                        |
| 2016 | Eric Thomas   | Deutschland | Ulla Hornfeck        | Deutschland | Eleven Eintracht Braunschweig Skimarathon Team |
| 2017 | Jiri Rocarek  | Tschechien  | Jessica Müller       | Deutschland | Eleven Eintracht Braunschweig Skimarathon Team |
| 2018 |               |             |                      |             |                                                |